# دهستان قشلاق جنوبی
دهستان قشلاق جنوبی نام دهستانی در بخش قشلاق دشت شهرستان بیله‌سوار، استان اردبیل در ایران است. براساس سرشماری مرکز آمار ایران در سال ۱۳۸۵، جمعیت آن ۶۸۵۹ نفر (۱۴۷۱ خانوار) بوده‌است.